# Hotel Meissl & Schadn

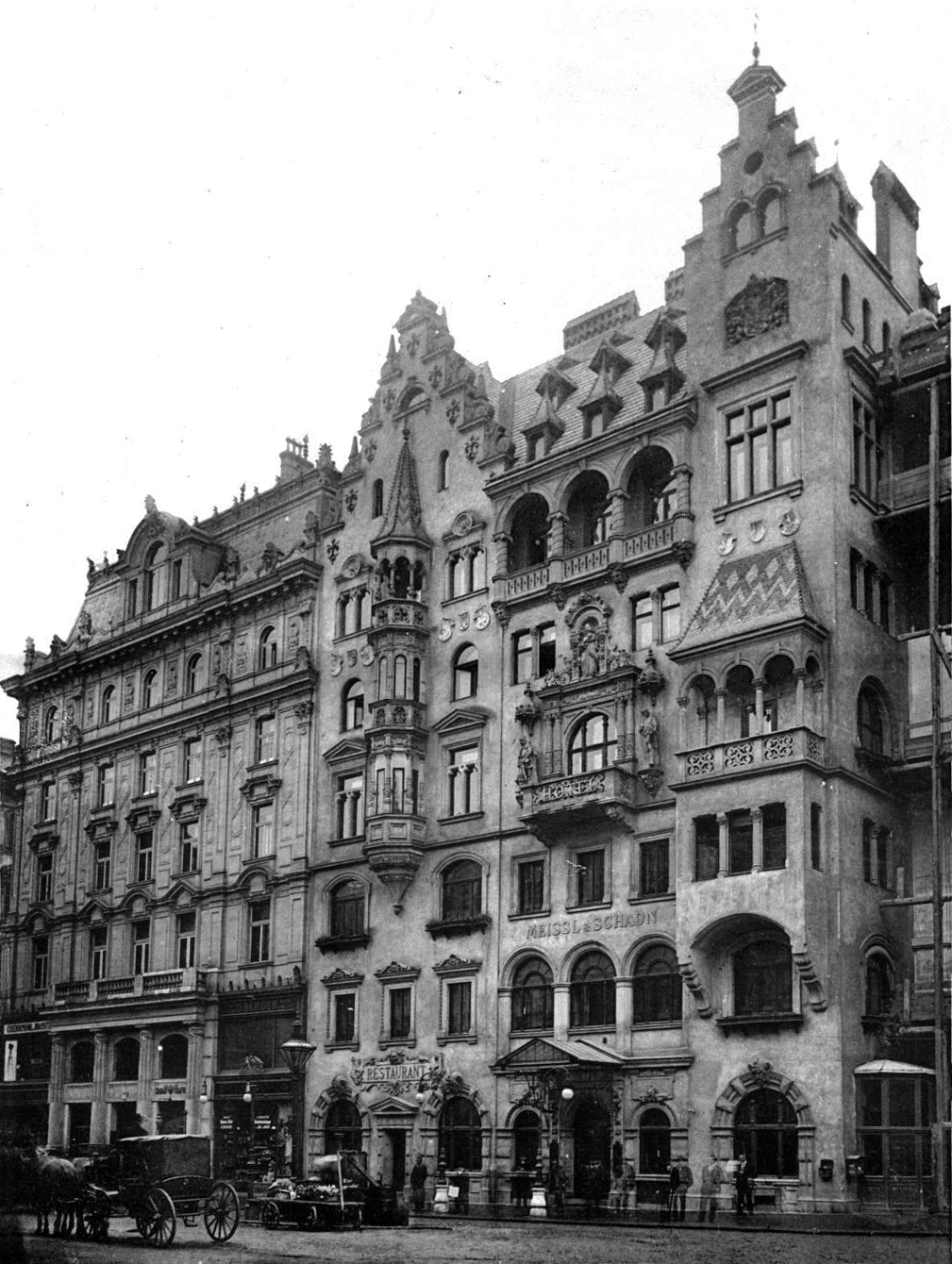
Hotel Meissl & Schadn, 1900, Fassade Neuer Markt 2

Hotel Meissl & Schadn (rechts vom Donnerbrunnen), vor dem Umbau (vor 1897)

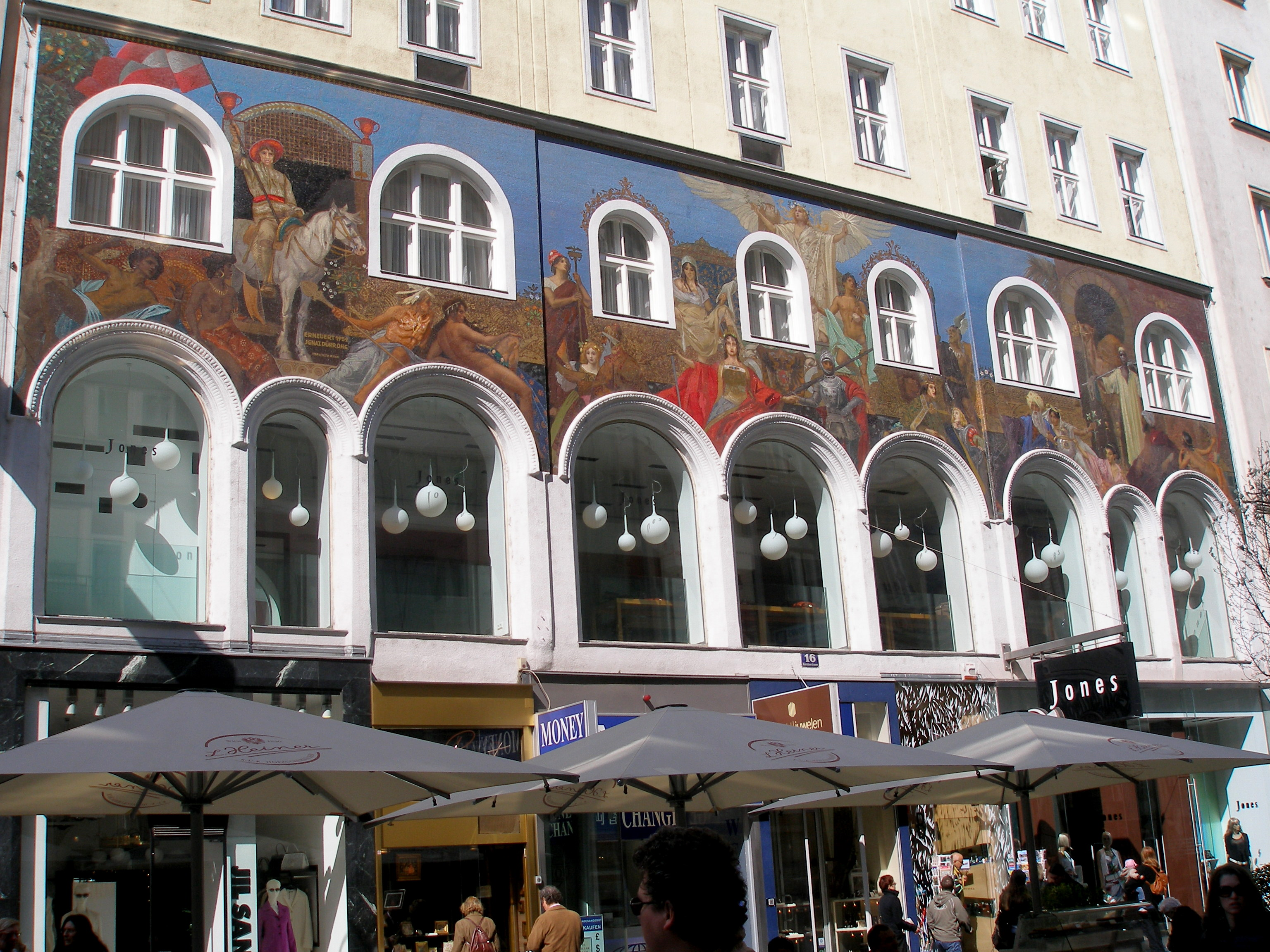
Seite des ehemaligen Meissl & Schadn an der Kärntner Straße 16 (2006). Orient und Okzident von Eduard Veith, 1896

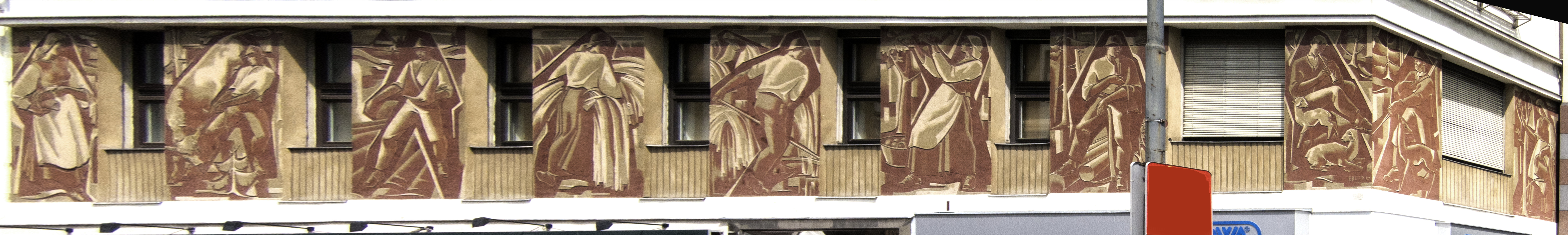
Sgraffito von Heinrich Ebner am Neuen Markt, 1957

Das Hotel Meissl & Schadn (auch Meißl & Schadn geschrieben) war ein bekanntes Hotel am Neuen Markt 2 (die Rückseite an der Kärntner Straße 16) im 1. Wiener Gemeindebezirk Innere Stadt. Es war laut einem Zeitgenossen ein Ort der vornehmen Bürgerlichkeit, die niemanden sehen und auch nicht gesehen werden will.

## Geschichte
Die Ursprünge des Betriebes gehen in die Mitte des 17. Jahrhunderts zurück. Damals führte es den Schildnamen „Zum blauen Hirsch“. 1852 erwarb es die Wiener Gastwirtgenossenschaft („Mittels der bürgerlichen Wein- und Gastwirte Wiens“), die dort bis 1892 ihren Sitz hatte.
Das Hotel Meissl & Schadn wurde 1894–96 durch Karl Hofmeier (1858–1934) im neugotisch-germanischen Stil neu errichtet und ersetzte den Altbau. Die der Kärntner Straße zugewandte Fassade war mit Mosaiken von Eduard Veith geschmückt, sie stellten die fünf Weltteile dar.
Das angeschlossene Hotelrestaurant bezeichneten Zeitgenossen als „Mekka der Rindfleischesser“, in der Schwemme trafen sich die Fiaker des Standplatzes am Hohen Markt. So vermerkte auch, anlässlich der Ermordung des Grafen Stürgkh, der wegen seiner blumigen Sprache von Karl Kraus verhöhnte Maximilian Harden: (…) Zu Meißl & Schadn, wo würdig alternde Kellner vor dem Krieg das saftigste (in Rindsbrühe gekochte) Ochsenbeinfleisch und leckere Mehlspeise auftrugen, (…).
Bekannter Gast im Hotel war der Komponist Edvard Grieg, der hier wahrscheinlich 1865, 1869 und 1896 logierte.
Der Sozialist Friedrich Adler erschoss am 21. Oktober 1916 im ersten Stock des Hotels in dem sich zur Kärntner Straße öffnenden Großen Speisesaal den k.k. Ministerpräsidenten Karl Graf Stürgkh.
Am 28. Mai 1932 wurde in Anwesenheit von Verteidigungsminister Carl Vaugoin am heute nicht mehr existierenden Gebäude eine vom Wiener Schubertbund gestiftete Gedenktafel enthüllt, gewidmet Joseph Haydn. Er soll in dem Haus, das 1794 an dieser Stelle stand, das Kaiserlied komponiert haben, das später auch die Bundeshymne der Ersten Republik wurde.
Das Gebäude brannte 1945 im Zweiten Weltkrieg ab. Die Seite zur Kärntner Straße mit dem noch heute bestehenden Mosaik wurde schwerer beschädigt als die Seite zum Neuen Markt, jedoch nicht abgerissen, sondern modernisiert.
Seit dem 27. September 2017 gibt es unter dem Namen Meissl & Schadn ein Restaurant, das am Schubertring 10–12 eröffnet hat.

## Bilder

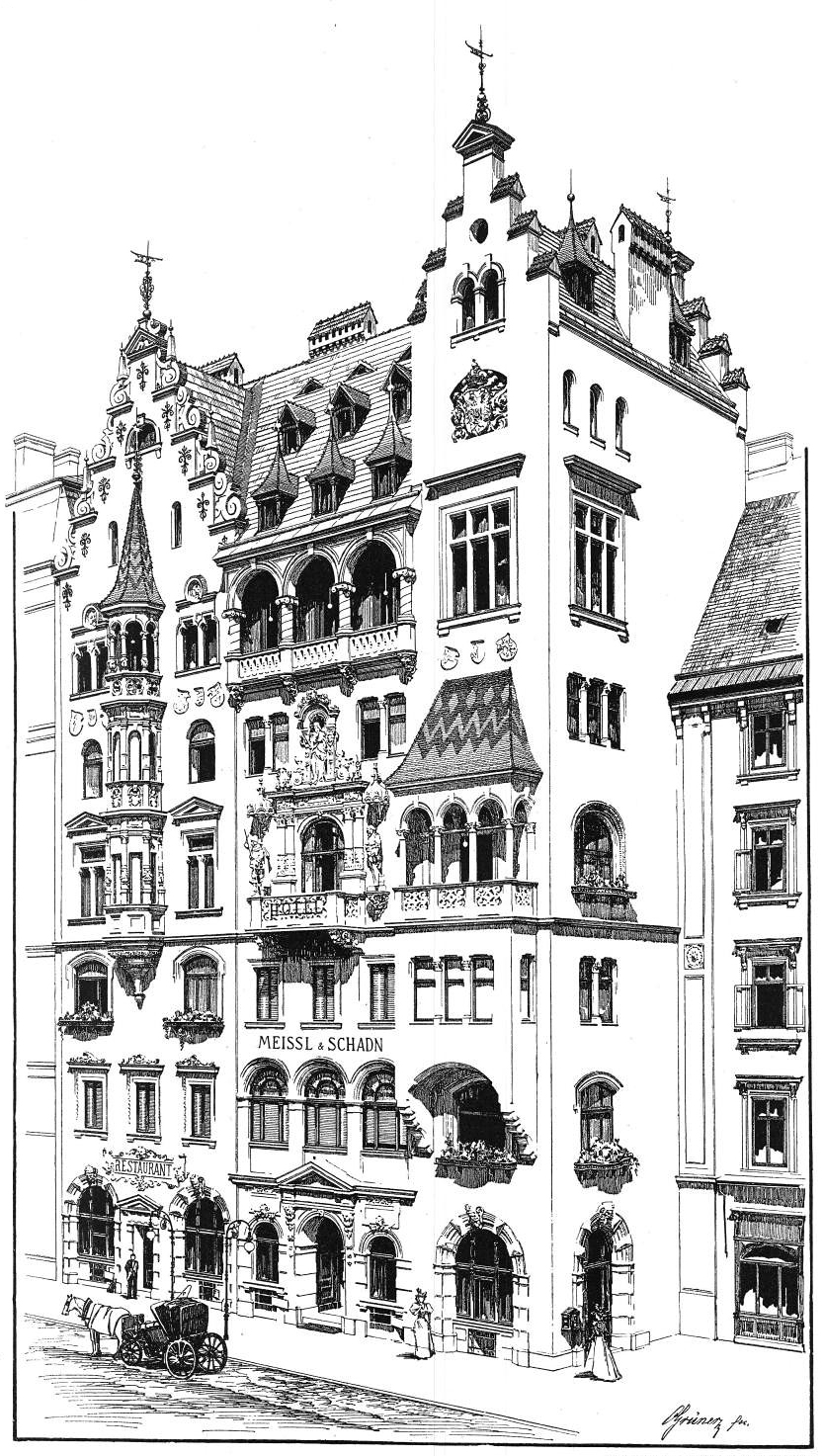
Hotel Meissl & Schadn, 1896, Fassade Neuer Markt 2 (früher: Mehlmarkt)[7].
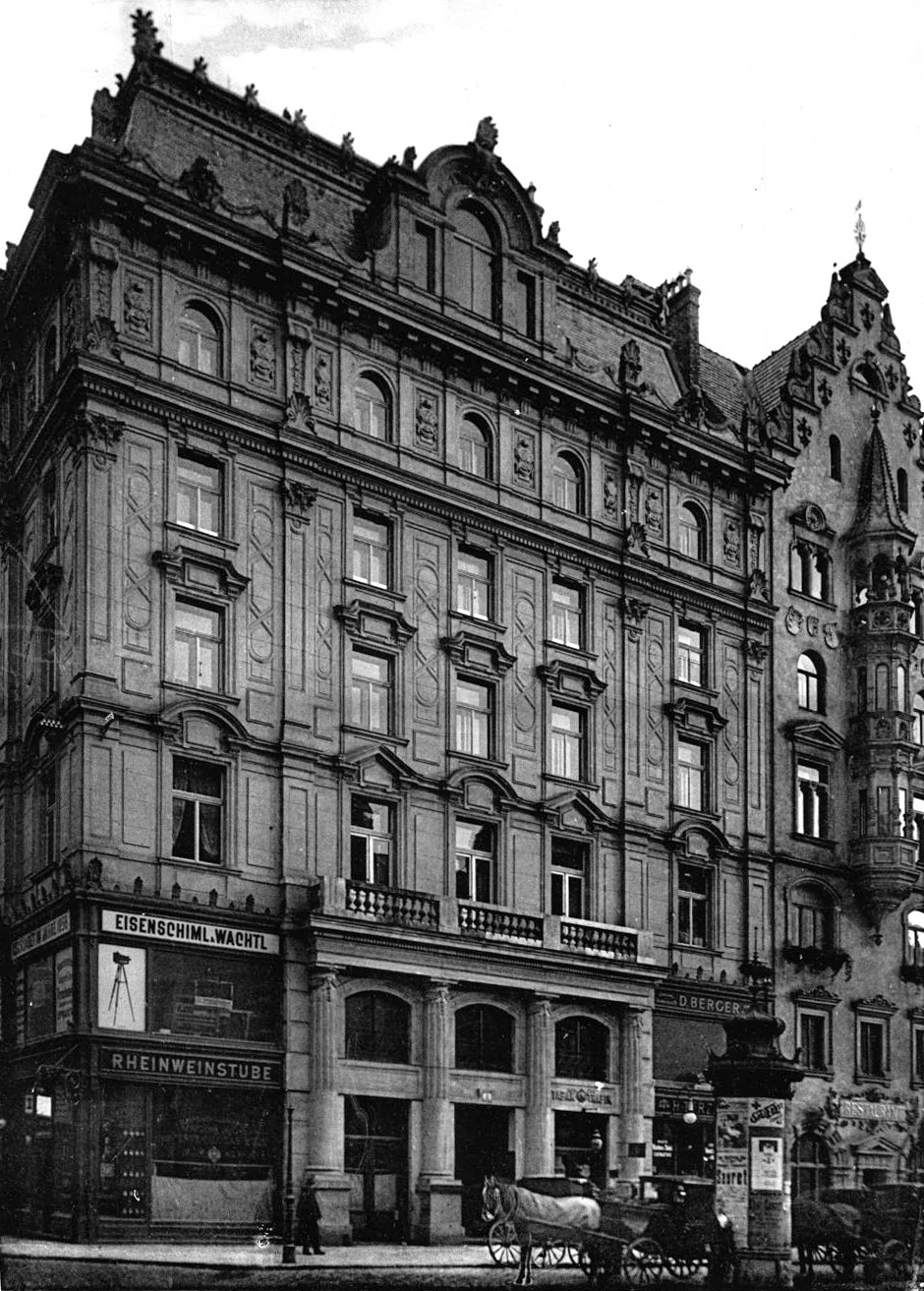
1897 fertiggestellter Anbau: Neuer Markt 1[Anm. 2] (Aufnahme aus 1900).
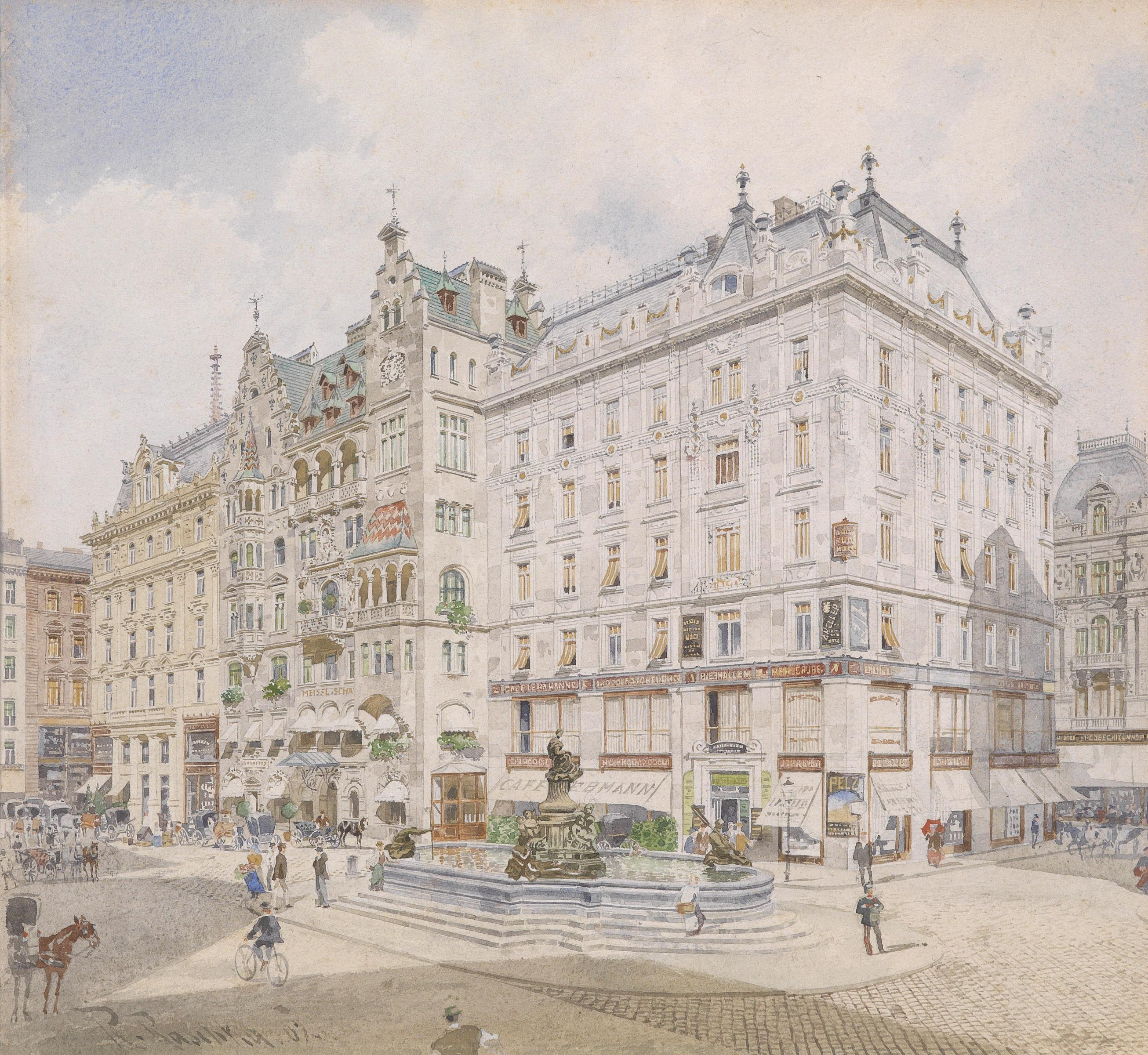
Gemälde von 1907
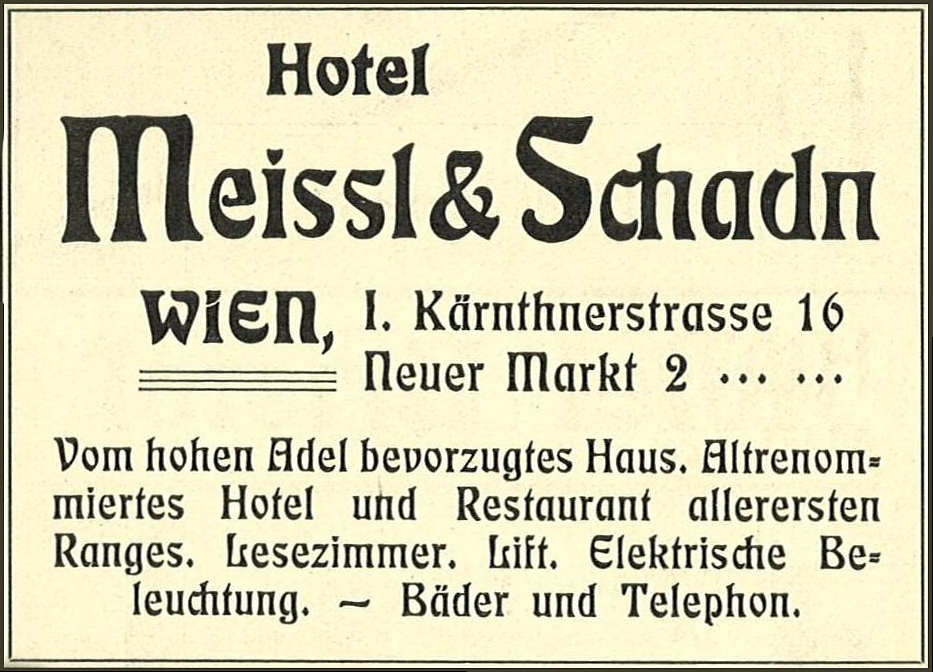
Werbung aus dem Jahre 1906.